# Dutty Rock
Dutty Rock ist das zweite Studioalbum des jamaikanischen Dancehall-Musikers Sean Paul. Es erschien am 12. November 2002 über die Labels VP Records und Atlantic Records. Am 29. September 2003 wurde es inklusive der Hit-Single Baby Boy wiederveröffentlicht.

## Produktion
Christopher Chin, Jeremy Harding, Murray Elias und Sean Henriques fungierten bei dem Album als Ausführende Produzenten. An der Produktion der Instrumentals war eine Vielzahl verschiedener Musikproduzenten beteiligt, darunter Mark Ronson, The Neptunes, Lloyd James und Ward 21. Der auf der Wiederveröffentlichung enthaltene Song Baby Boy wurde von Scott Storch und Beyoncé produziert.

## Covergestaltung
Das Albumcover zeigt Sean Paul, der den Betrachter ernst ansieht und seinen rechten Zeigefinger hebt. Der Hintergrund ist in orange-roten Farbtönen gehalten und am unteren Bildrand befinden sich die Schriftzüge Sean Paul sowie Dutty Rock in Grau bzw. Rot.

## Gastbeiträge
Auf acht bzw. neun Liedern des Albums treten neben Sean Paul andere Künstler in Erscheinung. So ist der Beatboxer Rahzel beim Song Top of the Game zu hören, während die Sängerin Sasha auf I’m Still in Love with You vertreten ist. Der Rapper Busta Rhymes hat einen Gastauftritt in Gimmie the Light (Pass the Dro-Voisier Remix) und der Track Esa Loca ist eine Kollaboration mit den Rappern Tony Touch und R.O.B.B. Die Sängerinnen Ce’Cile und Debi Nova unterstützen Sean Paul auf den Stücken Can You Do the Work bzw. International Affair. Weitere Gastauftritte stammen von Chico (Ganja Breed) und Fahrenheit (Bubble). Außerdem ist die Sängerin Beyoncé auf dem nur auf der Wiederveröffentlichung enthaltenen Titel Baby Boy zu hören.

## Titellisten
| #      | Titel                                         | Gastbeiträge            | Produzent                        | Länge |
| ------ | --------------------------------------------- | ----------------------- | -------------------------------- | ----- |
| 1      | Dutty Rock Intro                              |                         |                                  | 2:24  |
| 2      | Shout (Street Respect)                        |                         | The Beat People                  | 3:43  |
| 3      | Gimme the Light                               |                         | Troyton Rami und Roger Mackenzie | 3:46  |
| 4      | Like Glue                                     |                         | Tony Kelly                       | 3:53  |
| 5      | Get Busy                                      |                         | Steven Marsden                   | 3:31  |
| 6      | Top of the Game                               | Rahzel                  | Jeremy Harding                   | 4:03  |
| 7      | Police Skit                                   |                         |                                  | 1:56  |
| 8      | Ganja Breed                                   | Chico                   | Delroy Foster                    | 3:14  |
| 9      | Concrete                                      |                         | Louis Malcolm                    | 3:54  |
| 10     | I’m Still in Love with You                    | Sasha                   | Steely & Clevie                  | 4:32  |
| 11     | International Affair                          | Debi Nova               | Mark Ronson                      | 3:48  |
| 12     | Can You Do the Work                           | Ce’Cile                 | Jeremy Harding                   | 3:23  |
| 13     | Punkie                                        |                         | Richard Martin                   | 3:33  |
| 14     | My Name                                       |                         | The Shocking Vibes Team          | 3:39  |
| 15     | Junkin’ Punky                                 |                         | Andre Tyrell                     | 2:01  |
| 16     | Uptown Haters Skit                            |                         |                                  | 1:24  |
| 17     | Gimmie the Light (Pass the Dro-Voisier Remix) | Busta Rhymes            | Troyton                          | 3:20  |
| 18     | Bubble                                        | Fahrenheit              | The Neptunes                     | 3:46  |
| 19     | Shake That Thing                              |                         | Troyton                          | 3:53  |
| 20     | Esa Loca                                      | Tony Touch und R.O.B.B. | Jeremy Harding                   | 3:46  |
| 21     | It’s On                                       |                         | Lloyd James und Ward 21          | 3:37  |
| 22     | Punkie (Español)                              |                         | Richard Martin                   | 3:34  |
| 23 (*) | Samfy I                                       |                         | Richard Browne                   | 2:52  |

| #  | Titel                                         | Gastbeiträge            | Produzent                        | Länge |
| -- | --------------------------------------------- | ----------------------- | -------------------------------- | ----- |
| 1  | Dutty Rock Intro                              |                         |                                  | 2:24  |
| 2  | Shout (Street Respect)                        |                         | The Beat People                  | 3:43  |
| 3  | Gimme the Light                               |                         | Troyton Rami und Roger Mackenzie | 3:46  |
| 4  | Like Glue                                     |                         | Tony Kelly                       | 3:53  |
| 5  | Get Busy                                      |                         | Steven Marsden                   | 3:31  |
| 6  | Baby Boy                                      | Beyoncé                 | Scott Storch und Beyoncé         | 4:04  |
| 7  | Top of the Game                               | Rahzel                  | Jeremy Harding                   | 4:03  |
| 8  | Ganja Breed                                   | Chico                   | Delroy Foster                    | 3:14  |
| 9  | Concrete                                      |                         | Louis Malcolm                    | 3:54  |
| 10 | I’m Still in Love with You                    | Sasha                   | Steely & Clevie                  | 4:32  |
| 11 | International Affair                          | Debi Nova               | Mark Ronson                      | 3:48  |
| 12 | Can You Do the Work                           | Ce’Cile                 | Jeremy Harding                   | 3:23  |
| 13 | Punkie                                        |                         | Richard Martin                   | 3:33  |
| 14 | My Name                                       |                         | The Shocking Vibes Team          | 3:39  |
| 15 | Junkin’ Punky                                 |                         | Andre Tyrell                     | 2:01  |
| 16 | Gimmie the Light (Pass the Dro-Voisier Remix) | Busta Rhymes            | Troyton                          | 3:20  |
| 17 | Bubble                                        | Fahrenheit              | The Neptunes                     | 3:46  |
| 18 | Shake That Thing                              |                         | Troyton                          | 3:53  |
| 19 | Esa Loca                                      | Tony Touch und R.O.B.B. | Jeremy Harding                   | 3:46  |
| 20 | Punkie (Español)                              |                         | Richard Martin                   | 3:34  |

## Preise
Bei den Grammy Awards 2004 gewann Dutty Rock den Preis in der Kategorie Best Reggae Album.

## Kommerzieller Erfolg

### Chartplatzierungen und Singles
Dutty Rock stieg am 31. März 2003 auf Platz 43 in die deutschen Albumcharts ein und erreichte erst am 11. August 2003 mit Rang 10 die Höchstposition. Insgesamt konnte es sich 54 Wochen in den Top 100 halten. In den USA belegte das Album Platz 9 der Charts und hielt sich 85 Wochen in den Top 200. Auch in Österreich, der Schweiz und Großbritannien erreichte das Album hohe Chartpositionen. In den deutschen Jahrescharts 2003 belegte der Tonträger Rang 24.
Fünf Lieder des Albums wurden als Singles ausgekoppelt, die alle die Top 10 in verschiedenen Ländern erreichten. Davon waren besonders die Songs Get Busy und Baby Boy erfolgreich, die jeweils Platz 1 in den Vereinigten Staaten belegten sowie in diversen Ländern Goldene Schallplatten erhielten. Die anderen Auskopplungen Gimme the Light, Like Glue und I’m Still in Love with You erreichten ebenfalls hohe Chartplätze.
Album
| ChartsChartplatzierungen       | Höchstplatzierung | Wochen |
| ------------------------------ | ----------------- | ------ |
| Deutschland (GfK)              | 10 (54 Wo.)       | 54     |
| Österreich (Ö3)                | 5 (39 Wo.)        | 39     |
| Schweiz (IFPI)                 | 11 (68 Wo.)       | 68     |
| Vereinigte Staaten (Billboard) | 9 (85 Wo.)        | 85     |
| Vereinigtes Königreich (OCC)   | 2 (53 Wo.)        | 53     |

| ChartsJahrescharts (2003)      | Platzierung |
| ------------------------------ | ----------- |
| Deutschland (GfK)              | 24          |
| Österreich (Ö3)                | 35          |
| Schweiz (IFPI)                 | 21          |
| Vereinigte Staaten (Billboard) | 21          |
| Vereinigtes Königreich (OCC)   | 21          |

| ChartsJahrescharts (2004)      | Platzierung |
| ------------------------------ | ----------- |
| Deutschland (GfK)              | 89          |
| Schweiz (IFPI)                 | 85          |
| Vereinigte Staaten (Billboard) | 158         |

Singles

| Jahr | Titel                      | Höchstplatzierung, Gesamtwochen, AuszeichnungChartplatzierungen (Jahr, Titel, , Platzierungen, Wochen, Auszeichnungen, Anmerkungen) | Höchstplatzierung, Gesamtwochen, AuszeichnungChartplatzierungen (Jahr, Titel, , Platzierungen, Wochen, Auszeichnungen, Anmerkungen) | Höchstplatzierung, Gesamtwochen, AuszeichnungChartplatzierungen (Jahr, Titel, , Platzierungen, Wochen, Auszeichnungen, Anmerkungen) | Höchstplatzierung, Gesamtwochen, AuszeichnungChartplatzierungen (Jahr, Titel, , Platzierungen, Wochen, Auszeichnungen, Anmerkungen) | Höchstplatzierung, Gesamtwochen, AuszeichnungChartplatzierungen (Jahr, Titel, , Platzierungen, Wochen, Auszeichnungen, Anmerkungen) | Anmerkungen                                                  |
| Jahr | Titel                      | DE | AT | CH | UK | US | Anmerkungen                                                  |
| ---- | -------------------------- | --- | --- | --- | --- | --- | ------------------------------------------------------------ |
| 2002 | Gimme the Light            | DE35 (9 Wo.)DE | — | CH19 (16 Wo.)CH | UK5 (18 Wo.)UK | US7 (39 Wo.)US | Erstveröffentlichung: 21. Mai 2002                           |
| 2003 | Get Busy                   | DE3 (21 Wo.)DE | AT4 (25 Wo.)AT | CH2 (35 Wo.)CH | UK4 (9 Wo.)UK | US1 (32 Wo.)US | Erstveröffentlichung: 4. März 2003                           |
| 2003 | Like Glue                  | DE20 (11 Wo.)DE | AT17 (16 Wo.)AT | CH6 (22 Wo.)CH | UK3 (13 Wo.)UK | US13 (20 Wo.)US | Erstveröffentlichung: 1. Juli 2003                           |
| 2003 | Baby Boy                   | DE4 (14 Wo.)DE | AT18 (17 Wo.)AT | CH5 (24 Wo.)CH | UK2 (17 Wo.)UK | US1 (29 Wo.)US | Erstveröffentlichung: 3. August 2003 Beyoncé feat. Sean Paul |
| 2004 | I’m Still in Love with You | DE19 (11 Wo.)DE | AT11 (14 Wo.)AT | CH10 (21 Wo.)CH | UK6 (14 Wo.)UK | US14 (25 Wo.)US | Erstveröffentlichung: 30. Januar 2004 feat. Sasha            |

### Auszeichnungen für Musikverkäufe
| Professionelle Bewertungen | Professionelle Bewertungen |
| Kritiken                   | Kritiken                   |
| Quelle                     | Bewertung                  |
| -------------------------- | -------------------------- |
| laut.de                    | [ 17 ]                     |
| Rolling Stone              | [ 18 ]                     |
| allmusic                   | [ 19 ]                     |
| RapReviews                 | [ 20 ]                     |

Dutty Rock verkaufte sich in Deutschland über 300.000 Mal und erhielt somit eine Platin-Schallplatte. In den Vereinigten Staaten wurde das Album für mehr als drei Millionen verkaufte Exemplare mit Dreifach-Platin ausgezeichnet, in Großbritannien für über 900.000 Verkäufe mit Dreifach-Platin. Auch in Österreich und der Schweiz wurde Dutty Rock mit Gold bzw. Platin ausgezeichnet. Für europaweit über zwei Millionen verkaufte Einheiten erhielt das Album außerdem eine doppelte Platin-Schallplatte.
| Land/Region                  | Auszeichnungen für Musikverkäufe (Land/Region, Auszeichnung, Verkäufe) | Verkäufe  |
| ---------------------------- | ---------------------------------------------------------------------- | --------- |
| Argentinien (CAPIF)          | Gold                                                                   | 20.000    |
| Australien (ARIA)            | Gold                                                                   | 35.000    |
| Dänemark (IFPI)              | Gold                                                                   | (25.000)  |
| Deutschland (BVMI)           | Platin                                                                 | (300.000) |
| Europa (IFPI)                | 2× Platin                                                              | 2.000.000 |
| Frankreich (SNEP)            | 2× Gold                                                                | (200.000) |
| Japan (RIAJ)                 | Platin                                                                 | 250.000   |
| Kanada (MC)                  | 3× Platin                                                              | 300.000   |
| Mexiko (AMPROFON)            | Gold                                                                   | 75.000    |
| Neuseeland (RMNZ)            | Gold                                                                   | 7.500     |
| Niederlande (NVPI)           | Gold                                                                   | (40.000)  |
| Norwegen (IFPI)              | Gold                                                                   | 20.000    |
| Österreich (IFPI)            | Gold                                                                   | (10.000)  |
| Schweden (IFPI)              | Gold                                                                   | (30.000)  |
| Schweiz (IFPI)               | Platin                                                                 | (40.000)  |
| Spanien (Promusicae)         | Gold                                                                   | (50.000)  |
| Vereinigte Staaten (RIAA)    | 3× Platin                                                              | 3.000.000 |
| Vereinigtes Königreich (BPI) | 3× Platin                                                              | (900.000) |
| Insgesamt                    | 12× Gold · 14× Platin ·                                                | 5.707.500 |

Hauptartikel: Sean Paul/Auszeichnungen für Musikverkäufe